# أرشيف التشفير الإلكتروني
أرشيف التشفير الإلكتروني هو أرشيف إلكتروني أو ( مطبوعة إلكترونية ) للنتائج الجديدة في مجال علم التشفير ، تحتفظ به الرابطة الدولية لأبحاث التشفير.
يحتوي على مقالات تغطي العديد من أحدث التطورات في مجال علم التشفير، والتي لم تخضع بالضرورة لأي عملية تحكيم (حتى الآن).

## روابط خارجية
- أرشيف ePrint